# The Drama
Pour les articles homonymes, voir Drama.
Pour plus de détails, voir Fiche technique et Distribution.
The Drama est un film américain écrit et réalisé par Kristoffer Borgli et dont la date de diffusion n'est pas encore communiquée.

## Distribution
Sauf indication contraire, les informations mentionnées dans cette section peuvent être confirmées par les bases de données cinématographiques IMDb et Allociné,  présentes dans la section « Liens externes ».
- Zendaya
- Robert Pattinson
- Mamoudou Athie
- Alana Haim

## Production
Le tournage débute le 21 octobre 2024 au Royaume-Uni. Des prises ont également été tournées dans la ville de Boston (Massachusetts),. Le tournage s'est terminé le 12 décembre 2024.